# زين الدين يحيى
القاضي زين الدين يحيى، هو زين الدين يحيى بن عبد الرازق الزيني القبطي الظاهري الاستادار، المعروف بالأشقر. ولد بالقاهرة قبل اوائل القرن (9هـ/15م) ونشأ بها وأنخرط في وظائف الدولة. عين ناظرا لديوان الفرد (الديوان الخاص بمال السلطان) ويتولى الانفاق على مماليك السلطان، كما عين ناظرا للإسطبل السلطاني، ومحتسبا للقاهرة. قربه السلطان جقمق، وزادت ثروته لتعسفه في جمع المال. وبعد وفاة جقمق قبض عليه وسجن. وصادر السلطان قايتباي أمواله. توفى سنة (874هـ/1469م) عن ثمانين عاما. ودفن بالجامع الذي أنشئه بالقاهرة والمعروف باسمه.

## المناصب
خدم في مناصب كثيرة؛ وترقى ليصبح رئيسا لديوان الخاصة (الديوان الخاص بمال السلطان)، ثم رئيسا للإسطبلات السلطانية، ثم محتسبا للقاهرة. وفي عهد السلطان جقمق، تعرض للتعذيب؛ وانتزعت غالبية ثروته. ثم أرسل إلى المدينة، حيث مكث بها شهرا قبل عودته إلى مصر.
واستولي على ممتلكاته في عهد السلطان قايتباي، وأودع في السجن بالقلعة؛ حيث قضى بقية عمره. وعرف عنه سوء استخدام سلطته كمحتسب، وأنه حقق ثراء كبيرا بالرشوة والفساد. وقد بنى مسجدين؛ أحدهما في بولاق والآخر في الحبانية، ورمم أحد الأربطة أو الحاميات، أو الثكنات العسكرية كما أنشأ خانقاه بمنطقة بين السورين، وقصرا به عدد كبير من المباني الملحقة كما ورد في حجة وقفه.